# シンクロ打法
シンクロ打法（シンクロだほう）とは、手塚一志によって提唱された野球の打法。投手と重心の上下動を同調させる事でタイミングを計るバッティングモーションの一部。

## 発見
手塚がシンクロ打法を発見したきっかけは、江藤智がフリーバッティングをしているのを見ていて、江藤が一球毎に左足の踵を踏む様な動作をしており、それを奇妙に思ったことである。

## 特徴
従来から、バッティングのタイミングの取り方として、様々な方法が提唱されてきた。シンクロ打法が旧来の理論と一線を画すのは、打撃動作と投球動作を、まったくの別物としてではなく同じ土俵の上で、理論的に理解する点にある。手塚の著書の中では、身近な重心上下動同調行為の例としてジャンケンの予備動作を取り上げている。
軸足の重心移動がよくなるため、長打力を高める可能性もある。一般的に、スウィングスピードが速いほど打球を遠くへ飛ばすことができるが、それ以上にタイミングを合わせることができるか否かが、凡打と好打を分ける重要な要素である。シンクロは、打撃動作の間合いを補助することで、打者の能力を安定して繰り出すことを可能にする動作であると言える。

## シンクロタイプ
シンクロには、投手の重心上下動のうち、どのタイミングで踵を踏むかによって、主にA、B、Cの3つのタイプに分けられる。
A - 前足の伸び上がりに同調
B - 重心の沈み込み始めに同調
C - 重心の沈み込みの底に同調
この他に、ABCの各タイプを基本形にアレンジを加えた特殊タイプのシンクロ打法を用いる選手がいる。例えば、古田敦也などはABCが連なるようにウエーブする「FUJIYAMA」シンクロを採用していた。
普通、シンクロ打法では投手の重心上下動にリンクするが、中には前後の動きに同調するタイプのシンクロが存在するとされていた。例としては、元横浜DeNAベイスターズのロバート・ローズなどが挙げられる。

## シンクロ崩し
投手がシンクロ打法のタイミング同調行為を無効化するために行う技術を指して、シンクロ崩しという。通常、投手が重心を降下する際には、その速度を随意的に早めることはできても、遅くすることはできないとされていた。しかし、桑田真澄と橋本武広など、軸足の粘りによって、シンクロを無効化する投手が存在することが指摘されている。